# Masina (Rupandehi)
Masina – gaun wikas samiti w zachodniej części Nepalu w strefie Lumbini w dystrykcie Rupandehi. Według nepalskiego spisu powszechnego z 2001 roku liczył on 623 gospodarstw domowych i 4661 mieszkańców (2232 kobiet i 2429 mężczyzn).